# Draschwitz (Elsteraue)

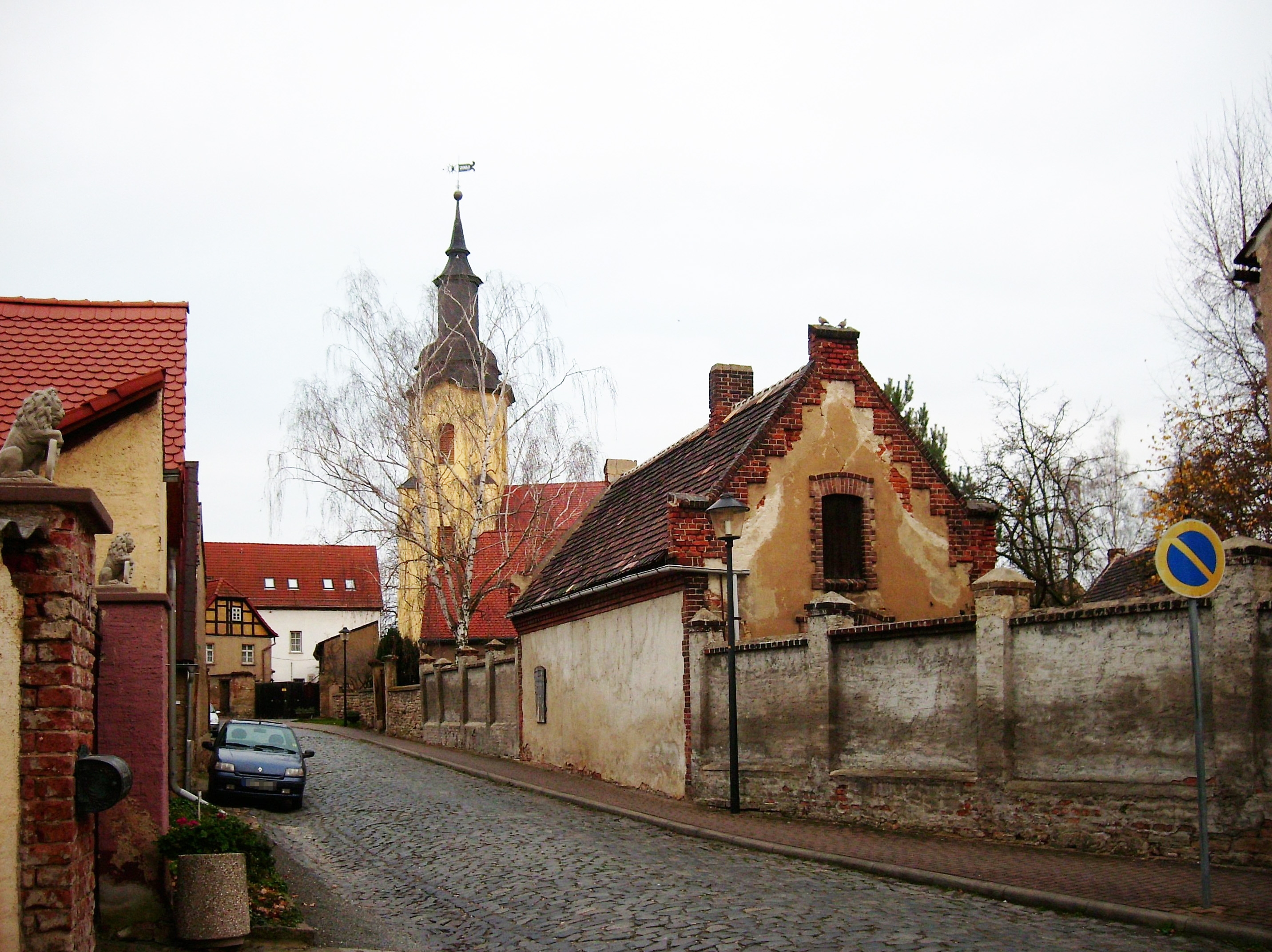
An der Kirche

Draschwitz ist ein Ortsteil der Gemeinde Elsteraue im Burgenlandkreis in Sachsen-Anhalt. Bis zur Bildung der Einheitsgemeinde Elsteraue am 1. Juli 2003 war Draschwitz eine eigenständige Gemeinde.

## Sehenswürdigkeiten
Die Draschwitzer Kirche ist ein einschiffiger, barocker und polygonal abgeschlossener Saalbau aus dem Jahr 1745. Entsprechend den  Aufzeichnungen des Draschwitzer Pfarrers Hofmann wird die Kirche bereits um 1452 erwähnt (zuvor gab es eine kleine Kapelle, die dem Kloster Bosau unterstellt war).  Als 1742 der Einsturz des zudem viel zu eng gewordenen Kirchengebäudes drohte, begann man den quadratischen steinernen Turm, oben achteckig mit Haube, von Grund auf neu aufzubauen, die Kirche dadurch zu verlängern und zu verbreitern. Eine umfassende Renovierung  fand 1845 statt; 1889–1899 wurde das Gebäude verputzt und gestrichen, das Dach neu gedeckt und die Glocken neu gegossen. Durch einen großzügigen Spender konnte im Jahre 1916 eine elektrische Beleuchtung eingebaut werden.
Im Innenraum erwähnenswert Flachdecke, Emporen, Kanzelaltar, Orgel, Taufständer, Taufstein, Kruzifix.
Die Draschwitzer Kirche kann in den Sommermonaten nach vorheriger Vereinbarung und am Tag des offenen Denkmals besichtigt werden. Es findet ein regelmäßiger Gottesdienst statt.
Der von altem Baumbestand geprägte Friedhof mit mehreren aufwendig gestalteten Grabsteinen ist vorwiegend Anfang des 20. Jahrhunderts entstanden. Es finden sich jedoch auch Grabmäler aus dem 17. und 18. Jahrhundert.
Bis 1815 lag ein Teil des Ortes im Amt Zeitz und gelangte dann an das Königreich Preußen.

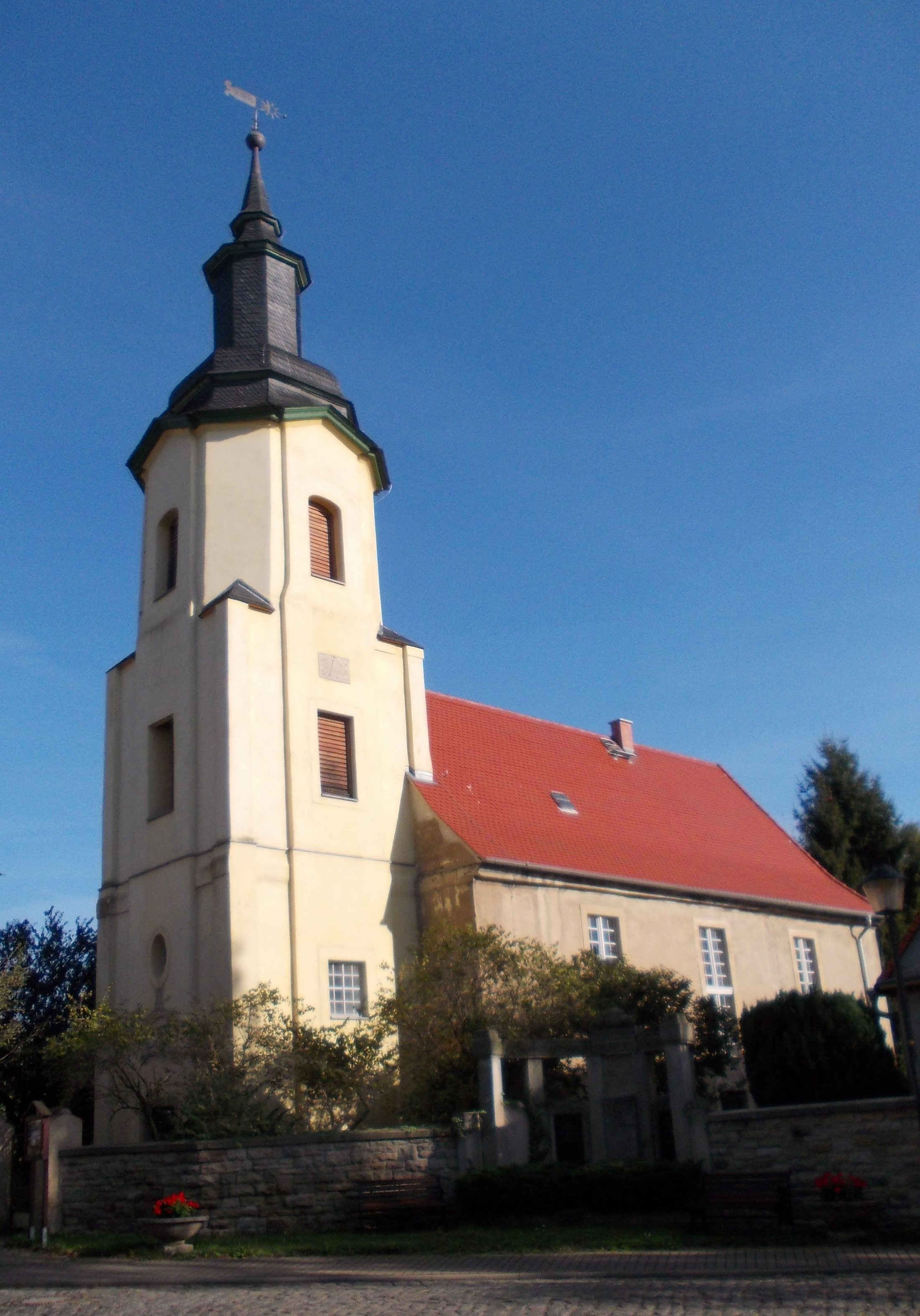
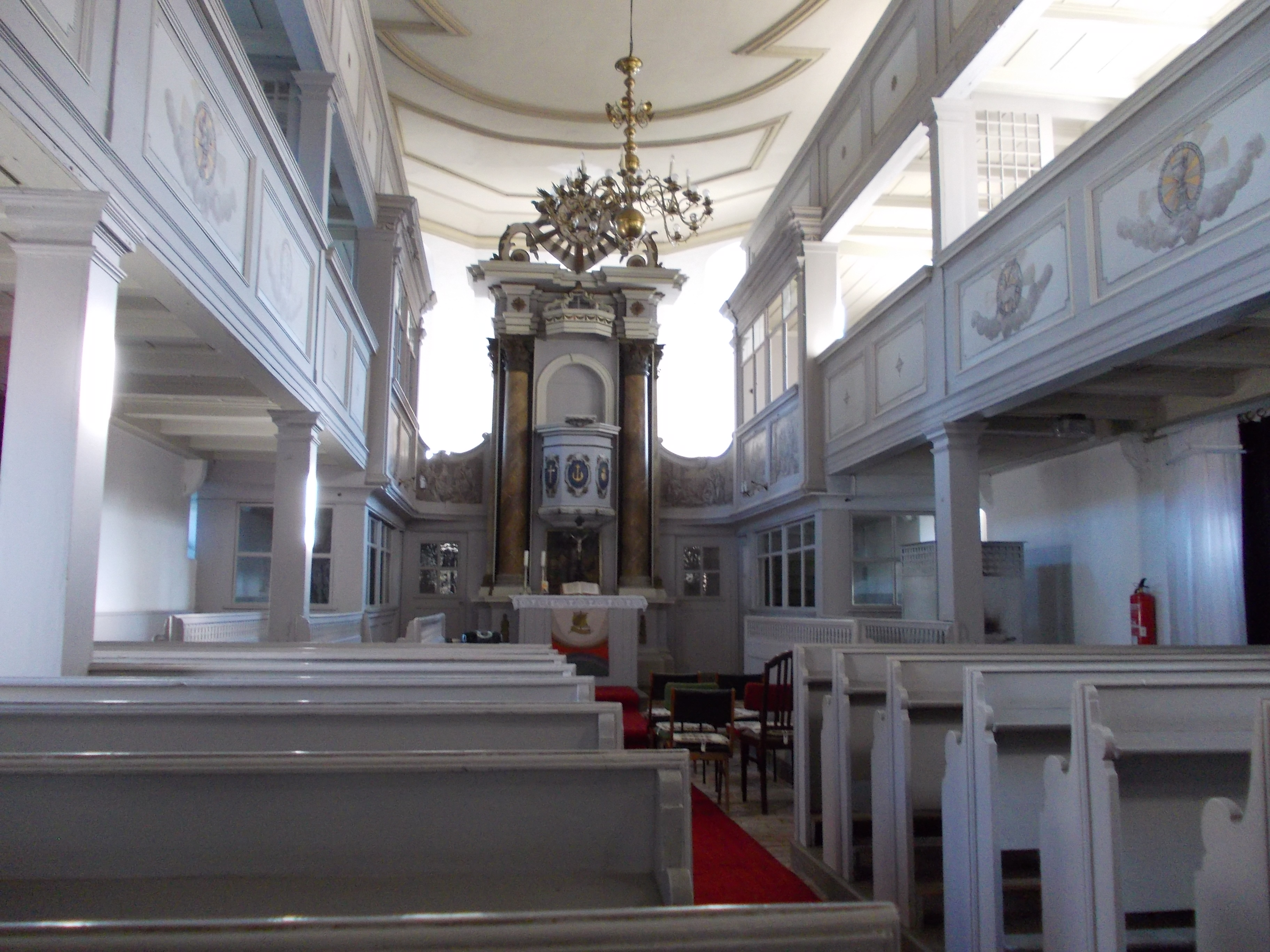
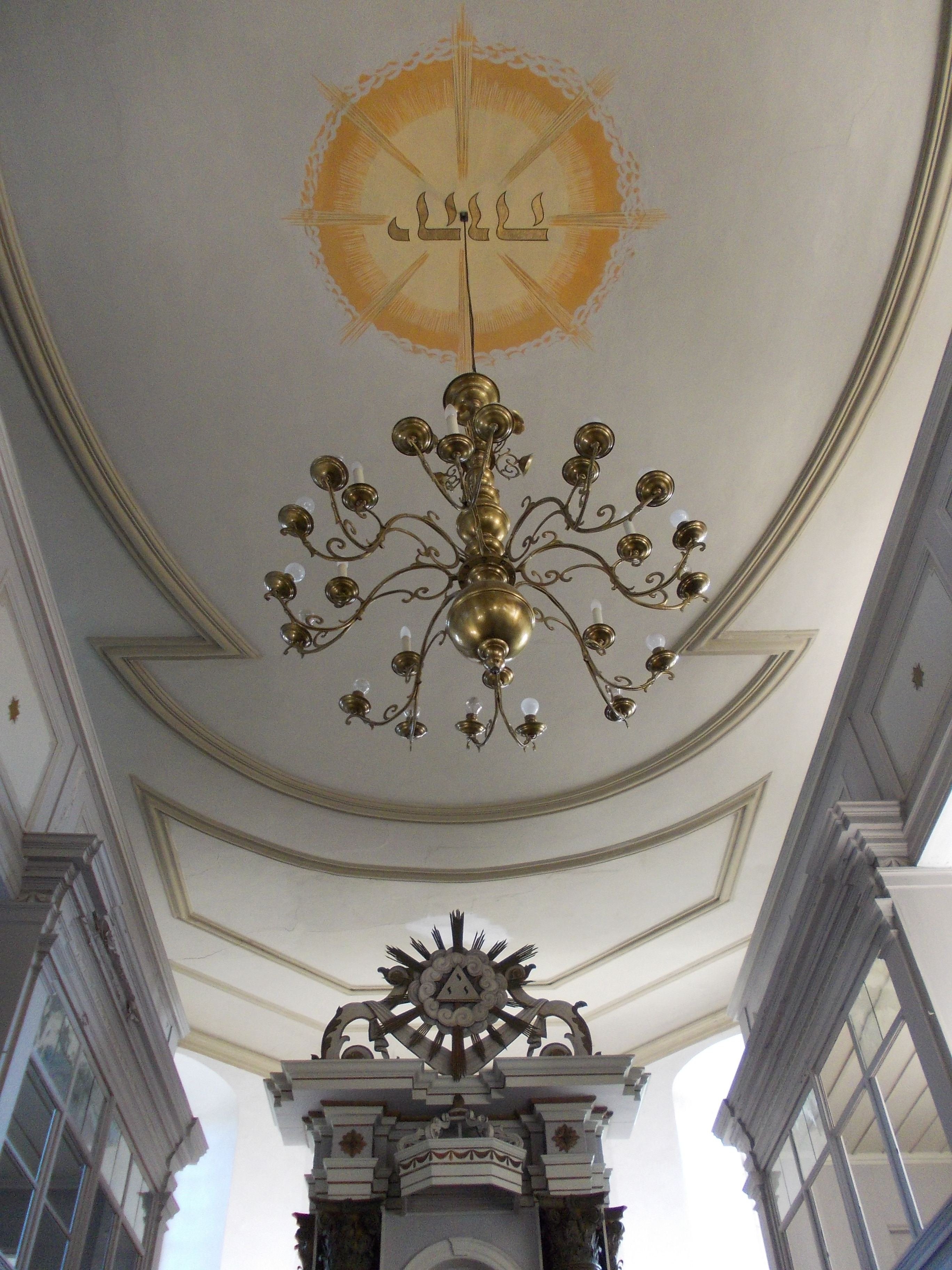
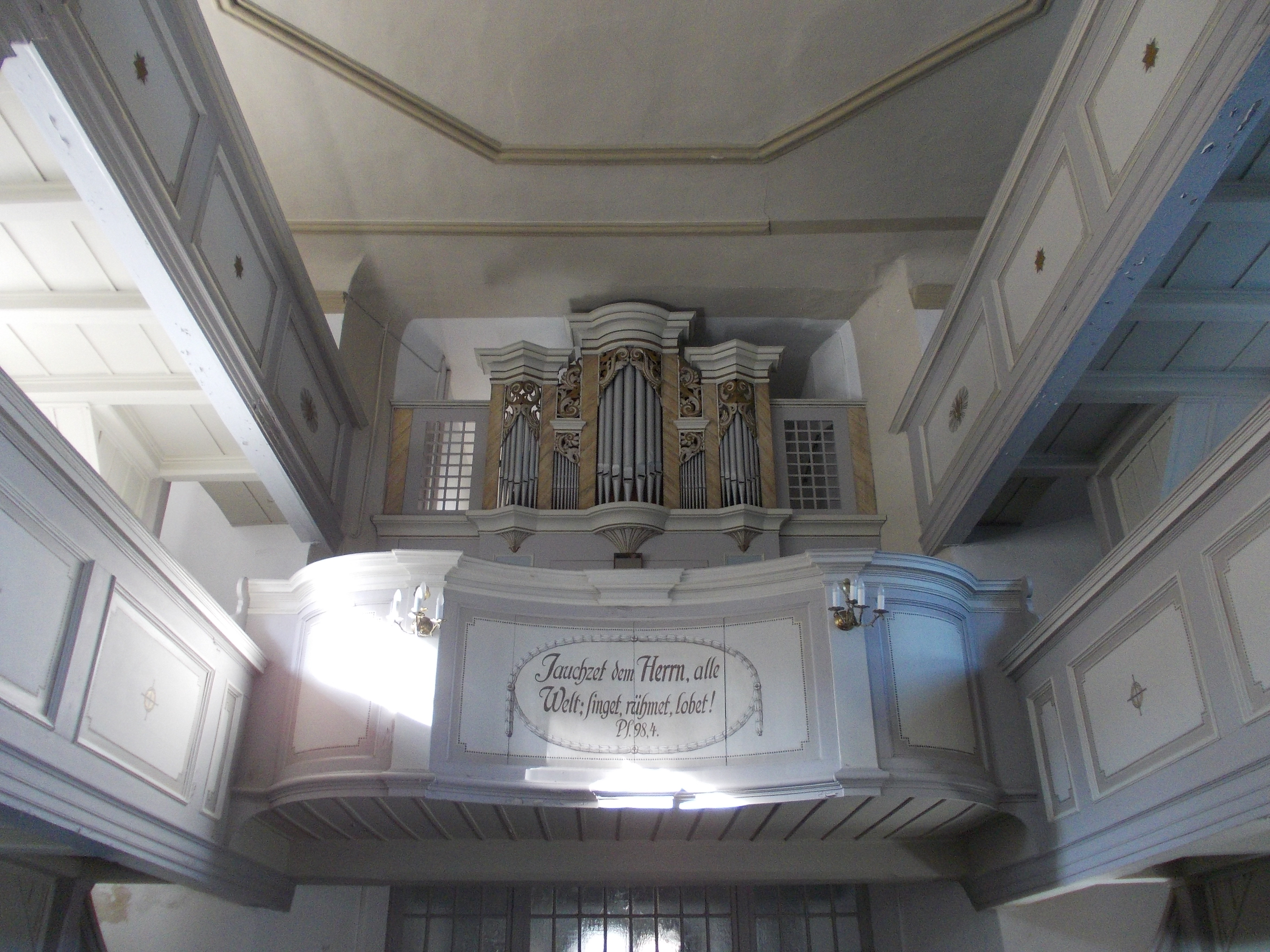
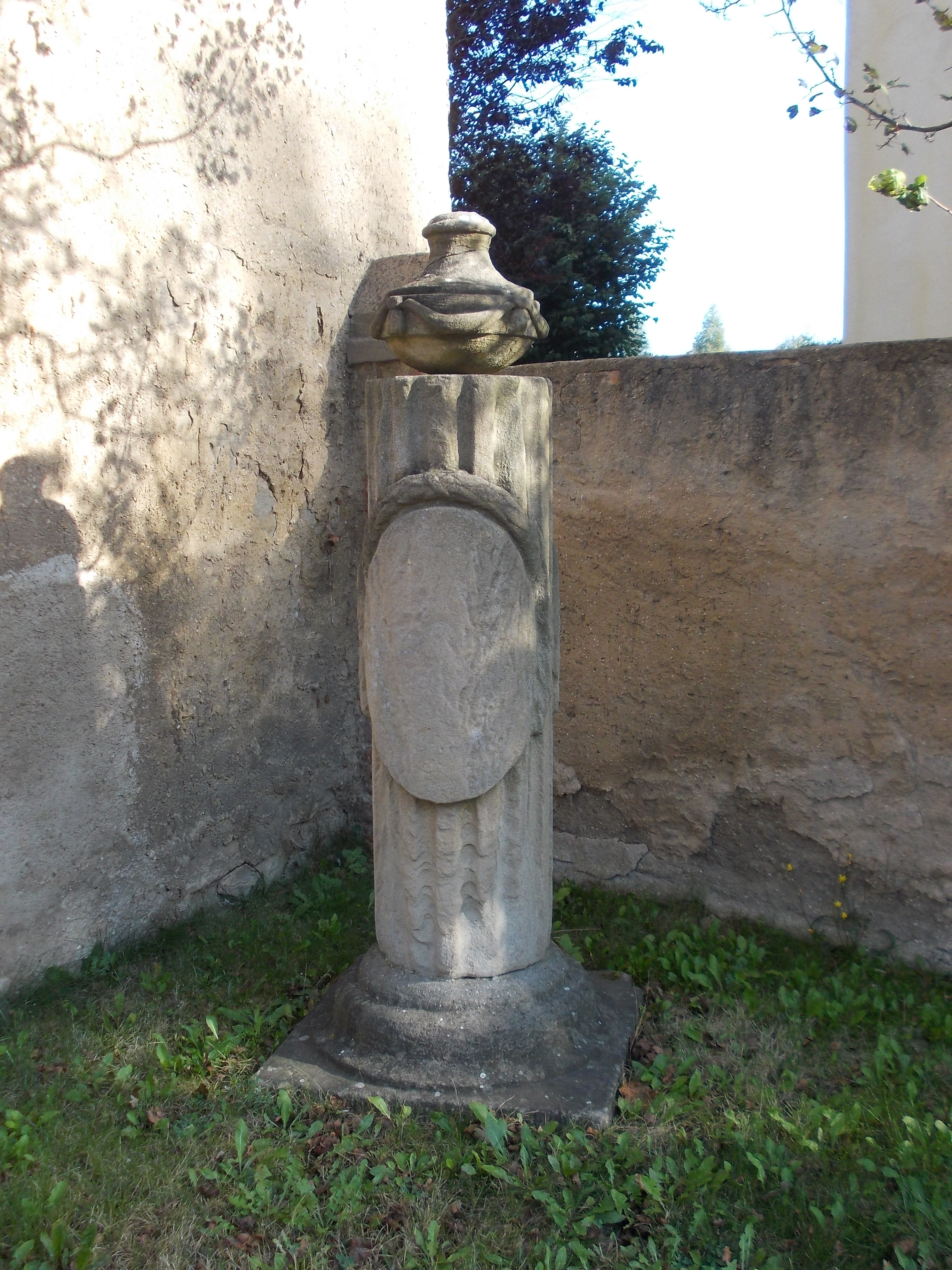

## Verkehr
Durch den Ort verläuft die Bahnstrecke Leipzig–Zeitz; der Bahnhof Reuden (bei Zeitz) und der Haltepunkt Bornitz (bei Zeitz) liegen jeweils nur etwa einen Kilometer von Draschwitz entfernt, werden aber beide nicht mehr von Personenzügen bedient.
Der öffentliche Personennahverkehr wird unter anderem durch den PlusBus des Bahn-Bus-Landesnetz Sachsen-Anhalt erbracht. Folgende Verbindung führt, betrieben von der Personenverkehrsgesellschaft Burgenlandkreis, durch Draschwitz:
- Linie 850: Zeitz ↔ Draschwitz ↔ Profen ↔ Strandbad Mondsee ↔ Hohenmölsen

Draschwitz liegt an der Bundesstraße 2 nordöstlich der Stadt Zeitz am linken Ufer der Weißen Elster. 

## Persönlichkeiten
- Walter Gabriel (1887–1983), evangelischer Theologe, Mitglied der Bekennenden Kirche und Häftling im KZ Dachau, Pfarrer in Draschwitz.